# Parafia Narodzenia Najświętszej Maryi Panny w Kosowie Lackim
Parafia pw. Narodzenia Najświętszej Maryi Panny w Kosowie Lackim – rzymskokatolicka parafia należąca do dekanatu Sterdyń, diecezji drohiczyńskiej, metropolii białostockiej. Parafia powstała w 1425 roku.

## Obszar parafii
W granicach parafii znajdują się miejscowości:

- Albinów,
- Chruszczewka Szlachecka,
- Chruszczewka Włościańska,
- Dębe,
- Grądy,
- Guty,
- Henrysin,
- Kosów-Hulidów,
- Jakubiki,
- Kosów Lacki,
- Krupy,
- Łomna,
- Nowa Maliszewa,
- Stara Maliszewa,
- Nowa Wieś,
- Olszew,
- Nowy Ratyniec,
- Stary Ratyniec,
- Rytele-Wszołki,
- Kolonia Sitne,
- Telaki,
- Tosie,
- Trzciniec Duży,
- Trzciniec Mały,
- Zaleś,
- Zawady
- Żochy